# آغازیان
آغازی یا آغازیان هر موجود یوکاریوتی است که جانور، گیاه یا قارچ نباشد. آغازیان یک گروه طبیعی یا خوشه (کلاد) را تشکیل نمی‌دهند، بلکه یک گروه مصنوعی از چندین خوشهٔ مستقلی هستند که از آخرین جد مشترک یوکاریوتی تکامل یافته اند. در همهٔ روش‌های آرایه‌شناسی زیست‌شناسی، آغازیان دربرگیرنده تعداد زیادی از یوکاریوت‌های میکروارگانیسم و همچنین پروکاریوت‌ها بودند، به‌ویژه تک‌یاخته‌های جانوری و تک‌یاخته‌های گیاهی.
آغازیان یک دسته‌بندی نافراگیر (پیراتبار) هستند یعنی یک خوشه (کلاد) تشکیل نمی‌دهد.

## چالش در طبقه‌بندی آغازیان
امروزه سه پیشنهاد مختلف برای طبقه‌بندی آغازیان وجود دارد. تفاوت‌های عمیق این طبقه‌بندی‌ها خود گواه اختلاف عقیده در این زمینه است. طبقه‌بندی اول بر اساس تفاوت‌های مولکولی موجود در زیرواحدهای ریبوزومی انجام شده‌است. طبقه‌بندی دوم با تحلیل هم‌نیایی (کلادیستیک) ویژگی‌های بسیار گسترده (از جمله زیرواحدهای ریبوزومی) ارائه شده‌است. طبقه‌بندی سوم، خطوط اصلی ارزیابی مجدد تکاملی آغازیان را نشان می‌دهد و هدف از آن به دست دادن نوعی طبقه‌بندی موقتی «دم دست» است تا اینکه در آینده ارتباطات فرگشتی بهتری ارائه شود. در جایی که دانشمندان می‌پذیرند که طبقه‌بندی آغازیان با مشکلاتی روبرو هستند، مقایسهٔ این سه طرح نشان می‌دهد که برخی گروه‌ها با یکدیگر مرتبط شناخته شده‌اند (مانند مژکداران و دینوفلاژلیت‌ها) و در همان حال، طبقه‌بندی گروهی دیگر همچنان در پرده‌ای از ابهام قرار دارد (مانند ژیاردیا).
سلسلهٔ آغازیان، سلسله‌ای مبهم است که گروه‌های مختلف بسیاری از جانداران تک‌یاخته‌ای را شامل می‌شود. جانداران تک‌یاخته‌ای پیچیده مانند ورتیسلا (شاخه سیلیوفورا)، که غیر خودخوراک‌ساز است و از باکتری‌ها تغذیه می‌کند و دارای ساقه قابل انقباضی است، در هیچ‌یک ازگروه‌های جانوران یا گیاهان قرار نمی‌گیرند و به عنوان آغازیان طبقه‌بندی می‌شوند.
جلبک‌ها، یعنی جلبک‌های سبز از شاخه کلروفیتا، شامل جانداران پریاخته‌ای هستند. در هر یک از این شاخه‌ها، پریاخته‌ای شدن جداگانه به وجود آمده‌است که ارتباط مستقیمی با آغازیان تک یاخته‌ای گوناگون دارند. جلبک‌های سبز جد گیاهان به‌شمار می‌روند ولی گیاهان و جلبک‌های سبز تفاوت‌های بسیار اساسی با یکدیگر دارند. علاوه بر این، سه گروه مهم، تعدادی دیگر از شاخه‌های آغازیان نیز در دورهٔ تکاملی خود پریاخته‌ای شده‌اند.
آغازیان را می‌توانیم در هفت گروه قرار دهیم (جدول مقابل). بسیار مشکل است که انواع متنوع آن‌ها را در یک طرح ساده بگنجانیم. کتاب‌ها به‌طور سنتی آن‌ها را به شکلی غیرطبیعی (مانند آنچه در سده نوزدهم اجرا شد)، به فتوسنتزکننده‌ها (جلبک‌ها)، غیرخودخوراک‌سازها (پروتوزوآ) و جذب کننده‌ها (آغازیان قارچ‌مانند]) تقسیم‌بندی می‌کنند.
در یکی دیگر از طبقه‌بندی‌ها آغازیان، به چهار گروه عمده برون‌کافتگان (Excavata)، ریزاریا (Rhizaria)، تک‌تاژکان (Unikonta) و باستان‌گیاهیان (Archaeplastida) تقسیم شده‌اند.

## سریع‌ترین شکارچیان میکروسکوپی
دینوفلاژله‌ها با سرعت ۱ میلیمتر در ثانیه حرکت می‌کنند. (معادل ۱۰۰۰ برابر طول بدن در ساعت)
برخی دیاتوم‌ها زنجیره‌های ۱۰ متری تشکیل می‌دهند.[Nature Microbiology, 2023]
منبع: Journal of Eukaryotic Microbiology, 2022

## طبقه‌بندی جانداران
| لینه ۱۷۳۵           | هکل ۱۸۶۶    | چاتون ۱۹۲۵  | کوپلند ۱۹۳۸ | ویتیکر ۱۹۶۹ | ووز و دیگران ۱۹۹۰   | کاوالیر-اسمیت ۱۹۹۸ |
| ------------------- | ----------- | ----------- | ----------- | ----------- | ------------------- | ------------------ |
| ۲ فرمانرویی         | ۳ فرمانرویی | دوقلمرویی   | ۴ فرمانرویی | ۵ فرمانرویی | سه‌حوزه‌ای            | ۶ فرمانرویی        |
| (در نظر گرفته نشده) | آغازیان     | پروکاریوت‌ها | مونرا       | مونرا       | باکتری‌ها            | باکتری‌ها           |
| (در نظر گرفته نشده) | آغازیان     | پروکاریوت‌ها | مونرا       | مونرا       | باستانیان (Archaea) | باکتری‌ها           |
| (در نظر گرفته نشده) | آغازیان     | یوکاریوت‌ها  | آغازیان     | آغازیان     | یوکاریا             | پروتوزوآ           |
| (در نظر گرفته نشده) | آغازیان     | یوکاریوت‌ها  | آغازیان     | آغازیان     | یوکاریا             | کرومیست‌ها          |
| گیاهان              | گیاهان      | یوکاریوت‌ها  | گیاهان      | گیاهان      | یوکاریا             | گیاهان             |
| گیاهان              | گیاهان      | یوکاریوت‌ها  | گیاهان      | قارچ‌ها      | یوکاریا             | قارچ‌ها             |
| جانوران             | جانوران     | یوکاریوت‌ها  | جانوران     | جانوران     | یوکاریا             | جانوران            |

## کاربرد در صنعت
تصفیه‌کننده‌های نانویی: حذف فلزات سنگین با کارایی ۹۹٪
سنسورهای زیستی: تشخیص آلاینده‌ها در مقادیر ناچیز
منبع: Biotechnology Advances, 2023